# Hochwasserrückhaltebecken Erftstadt-Niederberg
Das Hochwasserrückhaltebecken Erftstadt-Niederberg ist ein Hochwasserrückhaltebecken des Erftverbandes am Rotbach, einem Nebenfluss der Erft in Nordrhein-Westfalen. Es schützt Erftstadt und vor allem den an Niederberg anschließenden Ortsteil Friesheim vor Hochwasser. Das Becken wurde 2006 für 7,8 Millionen Euro fertiggestellt und kann eine Million Kubikmeter Wasser fassen.
Dazu wurde ein 669 m langer und bis zu 6,5 m hoher Staudamm aus Erdmaterial gebaut.

## Bildergalerie

Ansicht auf den Überlauf
Wasserabgewandte Seite bei Normalwasser
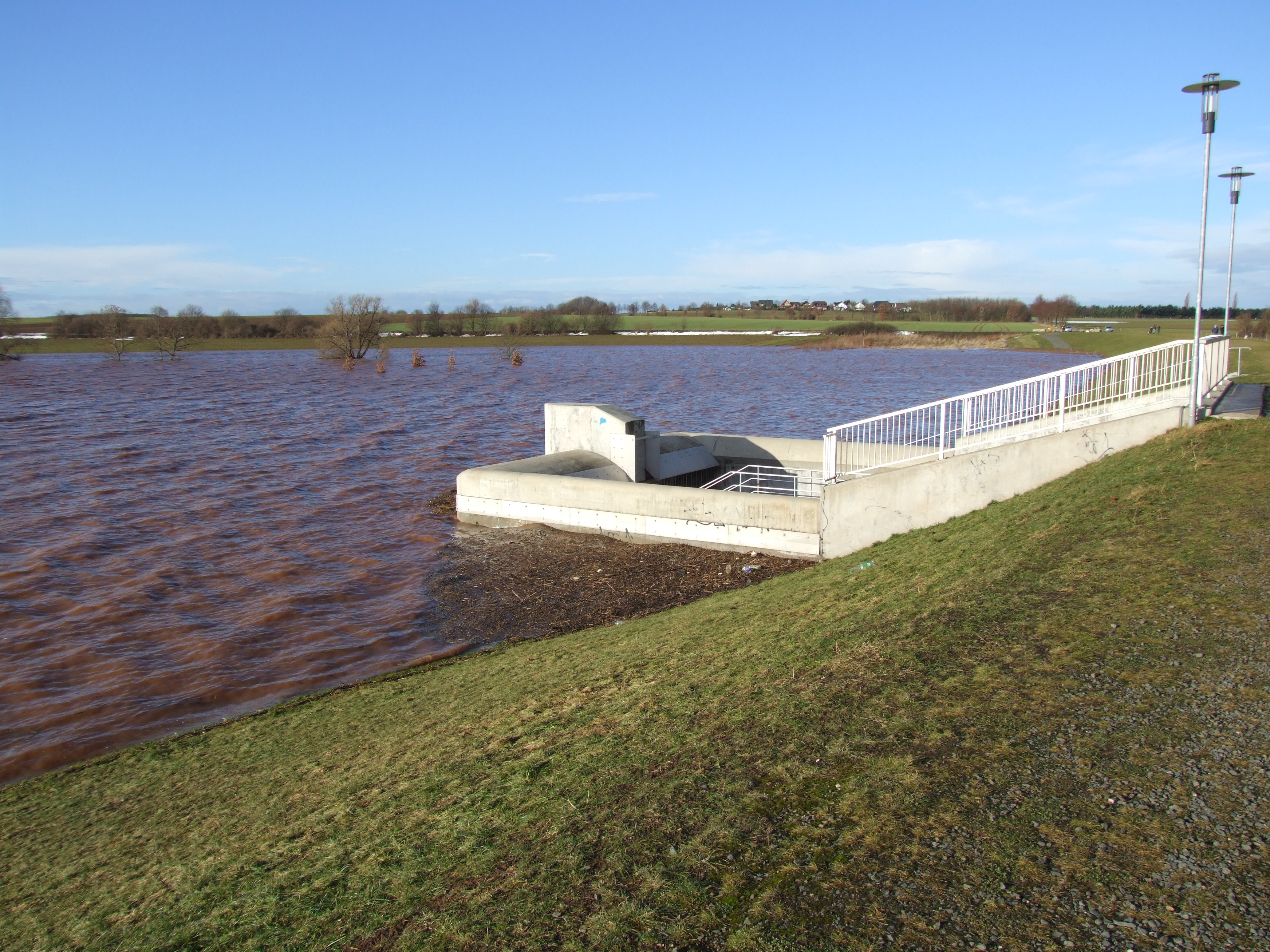
Ansicht auf den Überlauf beim Hochwasser im Januar 2011
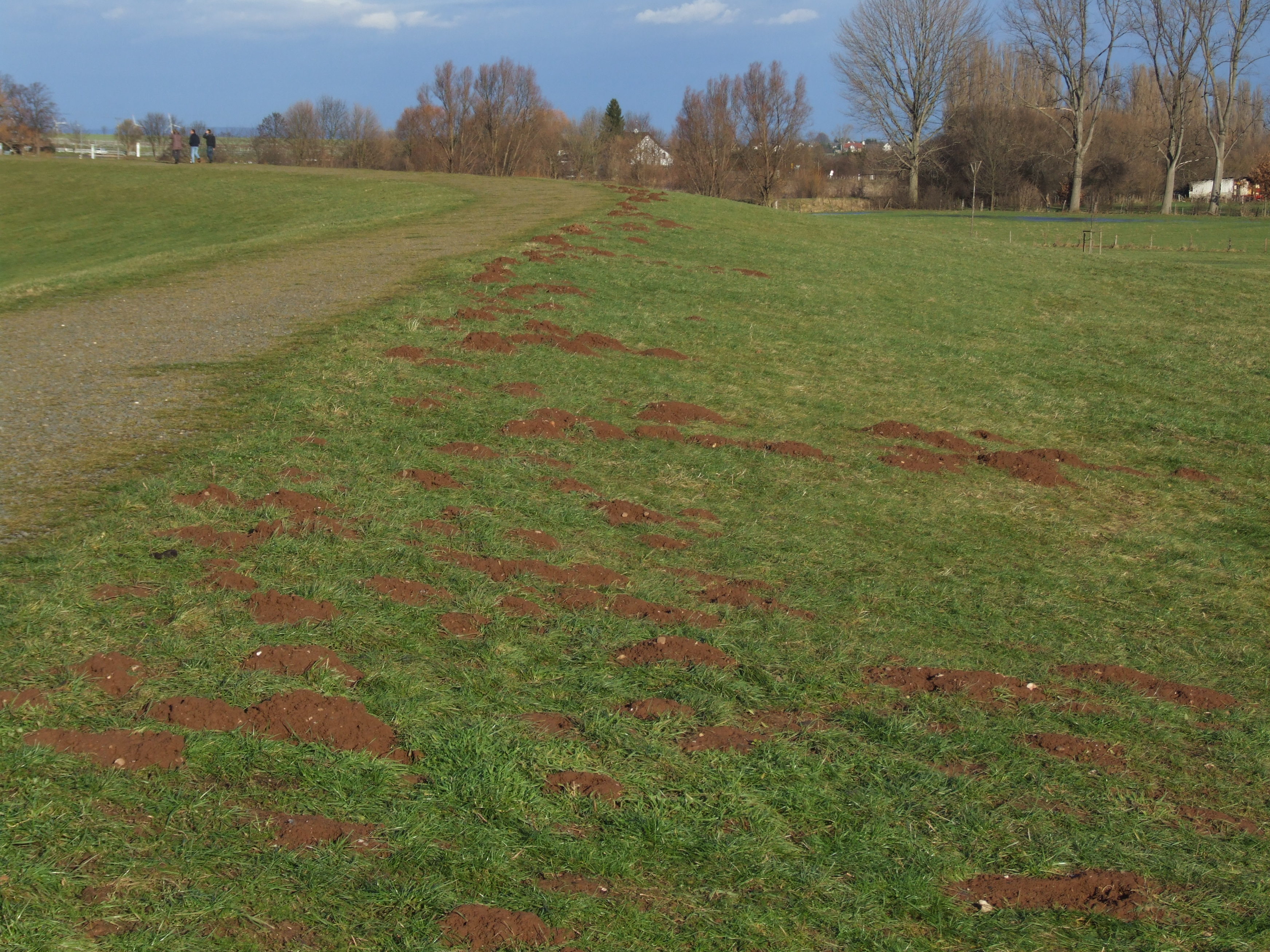
Abwanderung von Wühlmäusen am Hochwasserrückhaltebecken Erftstadt-Niederberg beim Hochwasser Januar 2011